# 榎並充造
榎並 充造（えなみ みつぞう、1879年11月18日 - 1951年2月7日）は、日本の実業家。バンドー化学の創業者。

## 経歴
兵庫県神戸市出身。早稲田大学に進学し、実家の質屋を継ぐ。
1906年のバンドー化学の創業に携わり、内外ゴム、バンドー化学各社長、播磨造船取締役などを務めた。
神戸商工会議所会頭、神戸女子薬学専門学校理事長なども歴任した。